# Chiesa di Gesù Maestro
La chiesa parrocchiale di Gesù Maestro è sita in Via Nomentana (altezza Km 17,800 circa) a Tor Lupara, frazione del comune di Fonte Nuova, in provincia di Roma.

## Storia
Fu consacrata dal vescovo di Sabina e Poggio Mirteto il 10 settembre del 1967. Subito dopo si mostrò già insufficiente per capienza, ma solamente quattro decenni dopo venne ampliata. Della vecchia struttura rimase solamente lo scheletro in cemento armato al quale sono state aggiunte due navate laterali. La nuova chiesa fu consacrata dal Monsignore Salvatore Boccaccio, vescovo della Sabina e Poggio Mirteto il 17 ottobre del 2000. Durante l'ampliamento la chiesa venne sostituita da una cappella dell'istituto di suore di Via 1º Maggio a Tor Lupara.
Dal 1984 la chiesa gestisce il giornale: "La voce di Gesù Maestro"

## Descrizione

### Posizione
È collocata in pieno centro abitato, a ridosso della via Nomentana e a pochi metri di distanza dal palazzo comunale della città. 

### L'esterno
Sulla facciata è un portico con dodici colonne che simboleggiano i dodici apostoli. Sul portico vi è la scritta Ego sum via et veritas et vita. Sopra la porta d'ingresso è raffigurato lo stemma dell'allora vescovo Salvatore Boccaccio. Il rosone è quadrato ed è suddiviso in quattro parti da una croce. A fianco dell'ingresso del fianco destro vi è una grotta finta con le statue della Madonna di Fátima con un'altra statua di una devota in preghiera.
Priva di un campanile, è provvista di tre campane, con motore lineare Belltron, collocate su una piattaforma. 

### L'interno
L'interno è a tre navate.
Il motivo centrale dell'interno è il Triduo pasquale. Nella cappella di destra vi è un mosaico costruito da un disegno di Gigliola Ferroni e realizzato dall'Opificio romano raffiguranti due angeli con al centro il tabernacolo. Sopra l'ingresso secondario sul fianco destro della chiesa vi è una tela raffigurante l'ultima cena e l'istituzione dell'Eucaristia di Raimondo Madau. Il lato destro raffigura indi il Venerdì santo. Nella cappella di sinistra vi è il fonte battesimale. Sopra l'ingresso secondario del fianco sinistro della chiesa vi è una tela raffigurante la crocifissione realizzato da Agata Pistone Etna (quadro anticamente posto nel presbiterio). La zona sinistra della chiesa raffigura la Pasqua. Sul presbiterio vi era una terracotta raffigurante il Cristo risorto. Tracciando delle linee rette che collegano le tre opere si ottiene un triangolo, verosimilmente rappresentante la Trinità. Attualmente la terracotta è stata sostituita con un mosaico avente, come soggetto, lo stesso tema. Gesù è raffigurato entro un ovale, verosimilmente rappresentante l'occhio di Dio, da cui si diparte una croce realizzata con tasselli di travertino. A fianco del fonte battesimale vi è la zona dove canta il coro. A fianco ancora vi è una cappella secondaria.
Sopra l'altare vi è una vetrata raffigurante una colomba che rappresenta lo Spirito Santo. Altre dieci vetrate, poste nella navata centrale, raffigurano altrettanti santi, scelti secondo un criterio sistematico:
- San Giuseppe, patrono di Fonte Nuova;[1]
- San Lino in onore di Don Lino Petricca, vecchio parroco;[1]
- San Giovanni Bosco e Santa Teresa patroni dei giovani;[1]
- San Francesco d'Assisi e Santa Caterina da Siena patroni d'Italia;[1]
- Santi Pietro e Paolo due degli apostoli,[1] (San Paolo, verosimilmente è stato scelto in onore del parroco Don Paolo);
- San Benedetto patrono d'Europa;[1]
- San Pio da Pietrelcina.[1]

La chiesa consta di una biblioteca sita al primo piano dell'edificio, nella sala intitolata a Mons. Lino PETRICCA.
Sono presenti, nella parte posteriore rispetto all'ingresso, varie aule dedicate all'attività di catechismo. 
Nella Sala dedicata al Papa Giovanni Paolo II ogni anno, nel periodo natalizio, si svolge la mostra "101 presepi".